# Nikola Mijailović (football)
Pour les articles homonymes, voir Mijailović.
Nikola Mijailović (né le 15 février 1982 à Zemun) est un footballeur serbe (défenseur). 1,83 m pour 77 kg. Il joue actuellement pour l'Étoile Rouge de Belgrade.
Le 26 octobre 2006, le joueur, qui évoluait alors au Wisla Cracovie, a été accusé d'avoir proféré des insultes à caractère raciste à l'encontre de Benedict McCarthy, l'attaquant de Blackburn, lors d'un match de Coupe UEFA entre les deux clubs, et a écopé d'une suspension de cinq matchs.

## Carrière joueur
- 1999-déc. 1999 :  FK Srem Sremska Mitrovica
- jan. 2001-2001 :  FK Zemun
- 2002-déc. 2003 :  FK Zeleznik Belgrade
- jan. 2004-2007 :  Wisla Cracovie
- jan. 2008-2008 :  FC Khimki
- 2008-déc. 2008 :  Étoile rouge de Belgrade
- 2009-mars 2011 :  Korona Kielce
- mars 2011-juin 2013 :  Amkar Perm FC
- depuis juin 2013 :  Étoile rouge de Belgrade

## Palmarès
- Championnat de Serbie : 2014